# 圣孔泰
圣孔泰（法語：Saint-Contest，法語發音：[sɛ̃ kɔ̃tɛ]）是法国卡尔瓦多斯省的一个市镇，属于卡昂区。

## 地理
圣孔泰（49°12'49"N, 0°24'6"W）面积8.05 平方千米，位于法国诺曼底大区卡爾瓦多斯省，该省份为法国西北部沿海省份，北濒大西洋英吉利海峡，东北与滨海塞纳省以海上边界相接，东临厄尔省，南至奧恩省，西与芒什省接壤。
与圣孔泰接壤的市镇（或旧市镇、城区）包括：欧蒂、卡昂、凯龙、康布昂普莱讷、埃普龙、圣日耳曼-拉布朗什埃尔布、维永-莱比松。
圣孔泰的时区为UTC+01:00、UTC+02:00（夏令时）。

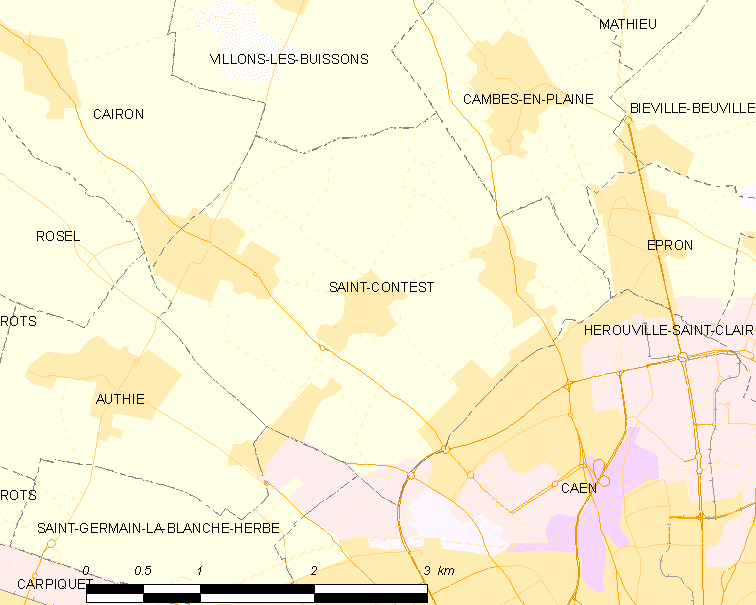
圣孔泰的OSM定位图

## 行政
圣孔泰的邮政编码为14280，INSEE市镇编码为14566。

## 政治
圣孔泰所属的省级选区为卡昂第二县。

## 人口

1962-2008年间圣孔泰人口变化图示

圣孔泰于2022年1月1日时的人口数量为2459人。